# Isla Jorge (Sandwich del Sur)
La isla Jorge (en inglés Montagu Island) es la más grande de las islas Sandwich del Sur con una superficie de 110 km², y está situada en el mar del Scotia (o mar de las Antillas del Sur), lejos de la costa de la Antártida.
Además es la isla más oriental del archipiélago y la más elevada del mismo.
En el contorno de esta isla se ubican once de los puntos que determinan las líneas de base de la República Argentina, a partir de las cuales se miden los espacios marítimos que rodean al archipiélago.
La isla nunca fue habitada, y como el resto de las Sandwich del Sur se encuentra bajo control del Reino Unido que la hace parte del territorio británico de ultramar de las Islas Georgias del Sur y Sandwich del Sur, y es reclamada por la República Argentina, que la hace parte del departamento Islas del Atlántico Sur dentro de la provincia de Tierra del Fuego, Antártida e Islas del Atlántico Sur.

## Geografía
Esta desolada isla mide aproximadamente 12 km por 10 km. Tiene una forma irregular similar a un trapecio, cuya mayor longitud es de 16,7 km. Es alta, escarpada, de difícil acceso, y tiene cerca del 90 % de su superficie cubierta permanentemente por hielo. En su centro el monte Belinda, un volcán, se eleva hasta 1370 m s. n. m. (la mayor cumbre de todas las Sandwich del Sur) y al sudeste el cerro Franco alcanza los 915 m s. n. m. La bahía Phyllis es la única entrada y posible lugar de desembarco. El interior de la isla permanece casi inexplorado.
La punta Mathias es el punto extremo este del archipiélago de las Sandwich del Sur (debido a que es la isla situada más al este), y es considerado por la República Argentina como su punto más oriental. El extremo noroeste es la punta Pescadora, el noreste la punta Leeson, y el sur la punta Allen. En la costa norte se destaca la Roca Dedo Pulgar, que recibe su nombre por su peculiar forma. Otros accidentes geográficos son la punta Hueca, la punta Horsburgh y la punta Scarlett. En la costa este se halla la roca Longlow.
Se localiza 60 km al noreste de la isla Blanco y 62 km al sur de la isla Saunders. A estas tres islas se las suele agrupar como «islas Centrales».

## Historia y toponimia
La isla fue avistada por primera vez por James Cook en su barco Resolution el 1 de febrero de 1775, y bautizada Cape Montagu en homenaje a John Montagu, IV conde de Sandwich, primer lord del Almirantazgo Británico en ese momento. Cook no pudo establecer si se trataba de una isla o de parte de una tierra mayor. Su insularidad fue establecida en enero de 1820 por el explorador ruso Fabian Gottlieb von Bellingshausen en su barco Vostok.
En diciembre de 1830 George Avery, capitán del barco Lively de la expedición de John Biscoe, hizo un intento infructuoso de desembarco en la isla. En 1908 se produjo el primer desembarco conocido en la isla cuando Carl Anton Larsen desembarcó en punta Allen, buscando lugares potenciales como bases para la industria ballenera. Larsen cartografió la isla, lo que fue completado en 1930 por personal del RRS Discovery II.
Sus costas fueron recorridas en febrero de 1952 por el personal de los barcos argentinos ARA Hércules y ARA Sarandí. Estos barcos recorrieron las costas de las Sandwich del Sur como parte de la denominada «Operación Foca» dentro de la campaña antártica argentina de 1951-1952.
En 1956, la República Argentina decide nombrar la isla en homenaje a Nicolás Jorge, marino de origen griego, que luchó en la guerra de independencia argentina.
En enero de 1957 personal del ballenero soviético Slava-15 realizó un desembarco. En 1964 aterrizó en la isla un helicóptero del HMS Protector. En 1997 el rompehielos británico HMS Endurance realizó una investigación geológica y biológica en el archipiélago.

## Erupciones volcánicas recientes

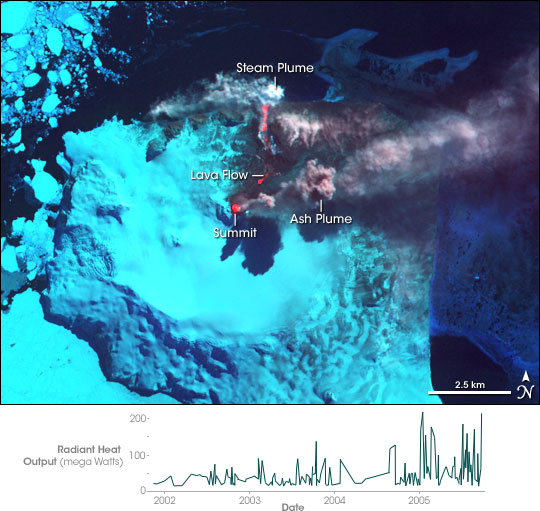
Erupción del monte Belinda de 2005.

Se creía que el monte Belinda estaba inactivo antes de detectar una emisión de cenizas de bajo nivel y sospechar la efusión de lava en 2001 por la British Antarctic Survey.
En noviembre de 2005, imágenes de satélite revelaron que una erupción del monte Belinda había creado un río de lava fundida de 90 metros de ancho, desembocando en las costas del norte la isla. El acontecimiento había aumentado la superficie de la isla en 0,2 km², y proporcionado una de las primeras observaciones científicas de erupciones volcánicas que tienen lugar bajo una capa de hielo.
Amén de ello, conforme el análisis de la fotografía satelital de fecha 16 de octubre de 2003 contenida en el Google Earth, así como también de la orientación de la isla y las altitudes señaladas en la imagen, resulta posible observar que una erupción del monte Belinda tuvo lugar en el cardinal Norte, provocando que un río de lava descendiera desde una altura aproximada a los 750 metros, para desembocar en una aparente olla ubicada a 330 metros de altitud en dirección sur.